# Moschopsis leyboldii
Moschopsis leyboldii är en calyceraväxtart som beskrevs av Rodolfo Amando Philippi. Moschopsis leyboldii ingår i släktet Moschopsis och familjen calyceraväxter. Inga underarter finns listade i Catalogue of Life.